# Red velikosti (hitrost)

## Red velikosti (hitrost)
| Red   | Hitrost (m/s)     | Hitrost (km/h)   | Hitrost (mph)     | Primer |
| ----- | ----------------- | ---------------- | ----------------- | --- |
| 10−18 | 2,2×10−18         | 7,8×10−18        | 4,9×10−18         | Ekspanzija dveh točk 1 meter narazen v prostem prostoru po Hubblovem zakonu                                |
| 10−11 | 9,8×10−11         | 3,5×10−10        | 2,2×10−10         | Dviganje nivoja morja v letih 1993–2003 (3.1 mm/year).                                                     |
| 10−10 | 3×10−10 to 3×10−9 | 1×10−9 to 1×10−8 | 7×10−10 to 7×10−9 | Tipična relativna hitrost premikanja kontinentov                                                           |
| 10−9  | 1,3×10−9          | 4,68×10−9        | 2,9×10−9          | Hitrost oddaljevanja Lune od Zemlje                                                                        |
| 10−9  | 4,8×10−9          | 1,7×10−8         | 1,1×10−8          | Povprečna hitrost rasti človeških las                                                                      |
| 10−5  | 1,4×10−5          | 5,0×10−5         | 3,1×10−5          | Hitrost rasti bambusa, najhitreje rastoča lesena rastlina                                                  |
| 10−4  | 4,0×10−4          | 1,4×10−3         | 8,9×10−4          | Hitrost ledenika Jakobshavn Isbræ, enega izmed najhitrejših ledenikov, leta 2003.                          |
| 10−4  | 6×10−4            | 2,2×10−3         | 1,3×10−3          | Tipična hitrost Thiovulum majus, najhitreje plavajoča bakterija                                            |
| 10−3  | 0,00275           | 0,00990          | 0,00615           | Najhitrejši polž v Conghamu, UK.                                                                           |
| 10−2  | 0,0476            | 0,171            | 0,106             | Hitrost traku kompaktne kasete.                                                                            |
| 10−2  | 0.080             | 0.29             | 0.18              | The top speed of a sloth.                                                                                  |
| 10−1  | 0,2778            | 1                | 0,6214            | 1 km/h. |
| 10−1  | 0,44704           | 1,609344         | 1                 | 1 mph. |
| 10−1  | 0,5144            | 1,852            | 1,151             | 1 vozel (navtična milja na uro)                                                                            |
| 100   | 1,2               | 4,32             | 2,68              | Tipična hitrost skeniranja audio CDjev,                                                                    |
| 100   | 1–1,5             | 3,6–5,4          | 2,2–3,4           | Povprečna hitrost hoje                                                                                     |
| 100   | 2,39              | 8,53             | 5,35              | Povprečna hitrost plavanja na 50 metrov (20,94 sekund) - svetovni rekord                                   |
| 100   | 5,72              | 20,42            | 12,80             | Svetovni rekord v maratonu (2h03m59s)                                                                      |
| 100   | 6–7               | 20–25            | 12–15             | Hitrost kolesarjenja                                                                                       |
| 101   | 10,438            | 37,578           | 23,35             | Povrečna hitrost Usain Bolta na rekordnem 100 meterskem teku                                               |
| 101   | 12,42             | 44,72            | 27,78             | Največja hitrost Usaina Bolta na 100 m teku                                                                |
| 101   | 8–14              | 30–50            | 18–31             | Največja hitrost psa ali mačke                                                                             |
| 101   | 14                | 50               | 31                | Tipična hitrost tekmovalnega kolesarja                                                                     |
| 101   | 17                | 60               | 37                | Tipična hitrost konja na dirkah                                                                            |
| 101   | 30                | 110              | 70                | Tipična hitrost avta na avotcesti; hitrost geparda - najhitrejše zemeljske živali, hitrost nahitrejše ribe |
| 101   | 36                | 130              | 81                | Hitrostni rekord človeško gnanega plovila na zemlji                                                        |
| 101   | 40                | 140              | 90                | Naječja hitrost povprečnega intercity vlaka                                                                |
| 101   | 67                | 240              | 149               | Največja hitrost zabaviščnega vlaka (rollercoasterja) Formula Rossa v zabaviščnem parku.                   |
| 101   | 90                | 320              | 200               | Tipična hitrost visokohitrostnega vlaka; hitrost najhitrejše ptice v pikiranju; 3                          |
| 101   | 91                | 328              | 204               | Nahitrejša zabeležena hitrost golf žogice v športu.                                                        |

1. ↑  Bindoff, NL;  in sod. »Observations: Oceanic Climate Change and Sea Level« (PDF). Climate Change 2007: The Physical Science Basis. Contribution of Working Group I to the Fourth Assessment Report of the Intergovernmental Panel on Climate Change. Cambridge University Press. Arhivirano iz prvotnega spletišča (PDF) dne 13. maja 2017. Pridobljeno 21. avgusta 2010.
2. ↑  Farrelly, David (1984). The Book of Bamboo. Sierra Club Books. ISBN 0-87156-825-X.
3. ↑  Joughin I.; Abdalati W.; Fahnestock M. (2004). »Large fluctuations in speed on Greenland's Jakobshavn Isbrae glacier«. Nature. 432 (7017): 608–610. Bibcode:2004Natur.432..608J. doi:10.1038/nature03130. PMID 15577906.
4. ↑  Tom Fenchel (1994). »Motility and chemosensory behaviour of the sulphur bacterium Thiovulum majus«. Microbiology. Microbiology (11): 3109–3116. doi:10.1099/13500872-140-11-3109. Arhivirano iz prvotnega spletišča dne 24. marca 2016. Pridobljeno 21. avgusta 2010.
5. ↑  World snail racing championships
6. ↑  TDK cassette spec sheet Arhivirano 2007-06-20 na Wayback Machine. Retrieved on 27 March 2007
7. ↑  »arhivska kopija«. Arhivirano iz prvotnega spletišča dne 29. junija 2009. Pridobljeno 16. februarja 2014.
8. ↑  »FSN Sport Science - Episode 7 - Myths - Jason Zuback«. Sport Science. YouTube. Pridobljeno 27. julija 2009.